# Ashland (Califórnia)
Ashland é uma Região censo-designada localizada no estado americano da Califórnia, no Condado de Alameda. A área total da cidade é de 4,8 km² (1,8 mi²), sendo toda de terra.

## Demografia
De acordo com o censo de 2020, a densidade populacional é de 4990,8/km² (12.926,2/mi²) entre os 23.823 habitantes, distribuídos da seguinte forma:
- 15,1% caucasianos
- 16,6% afro-americanos
- 1,8% nativo americanos
- 23,4% asiáticos
- 1,3% nativos de ilhas do Pacífico
- 28,5% outros
- 13,3% mestiços
- 44,3% latinos

Existem 5421 famílias na cidade, e a quantidade média de pessoas por residência é de 3,05 pessoas.

## Localidades na vizinhança
O diagrama seguinte representa as localidades num raio de 8 km ao redor de Ashland.